# Utatane no Sōshi
Utatane no Sōshi (転寝の草紙) é um otogi-zōshi japonês do período Muromachi.

## Gênero, autoria e data
Utatane no Sōshi é uma obra do gênero otogi-zōshi. A tradição atribui-o a uma filha do cortesão e poeta do século XV, Asukai Masachika. Um dos manuscritos sobreviventes, um emakimono (rolo ilustrado à mão), estava contido em uma caixa cuja inscrição creditava dois homens de meados do século XV como responsáveis pelo manuscrito: Tosa Mitsunobu é creditado com as ilustrações e Iio Mototsura (飯尾元連, 1431–1492) com a caligrafia. Embora esta data o manuscrito, a obra em si pode ser mais antiga, pois a sua representação da vida cortesã evoca mais o período Heian do que o caos do período Sengoku.

## Trama
A obra abre citando um poema waka de Ono no Komachi, utatane ni/koishiki hito wo/miteshi yori/yume chō mono wa/tanomi someteki, que retrata a poetisa com saudades de seu amante perdido passando a acreditar em seus sonhos, pois eles são os único lugar onde ela pode encontrá-lo. A protagonista feminina, uma jovem nobre solitária, recebe um presente romântico em um sonho, mas não consegue identificar o pretendente dos seus sonhos. Na próxima vez que ela dorme, ela sonha que conhece o jovem, descrito como mais justo que o Brilhante Genji, mas ela ainda não consegue descobrir sua identidade antes que ele diga que deve ir embora.
Atormentada, a senhora decide visitar Ishiyama-dera e rezar para Kannon, e sai a pé de uma forma que reflete Tamazakura do Conto de Genji. No templo, ela encontra um homem, chamado Sadaishō, que tem a mesma voz da figura de seu sonho, e ouve sua conversa com outro homem. Ela ouve o homem dizer que viu uma linda mulher em seus sonhos e deseja conhecê-la na realidade. A senhora decide que seria impróprio revelar-se ao homem, optando por confiar em Kannon.
Mais tarde, ao visitar um associado, ela cai de uma ponte em um rio. Gritando por socorro, ela é salva por um barco que passa. No barco está Sadaishō, que fica maravilhado com sua beleza; ela esquece seu constrangimento e os dois ficam unidos. Diz-se que seus descendentes prosperam.